# 富野村 (岐阜県)
富野村（とみのむら）は、かつて岐阜県武儀郡にあった村である。
関市に編入後、一部の地域は境界変更により美濃市に編入されている。
津保川流域の村であり、平成の大合併以前の関市の北東部に該当する。

## 歴史
- 江戸時代末期、この地域は尾張藩領、旗本領であった。
- 1873年（明治6年） - 大野村が上大野村に改称する。
- 1889年（明治22年）7月1日 - 神野村、西神野村、上大野村、志津野村、小野村が合併し、富野村となる。
- 1954年（昭和29年）9月10日 - 関市に編入される。
- 1955年（昭和30年）7月10日 - 旧村域の一部[1]が境界変更により美濃市に編入される。

## 教育
- 富野村立富野小学校（現・関市立富野小学校）
- 富野村立富野中学校（現・関市立富野中学校）